# Esforç de compressió

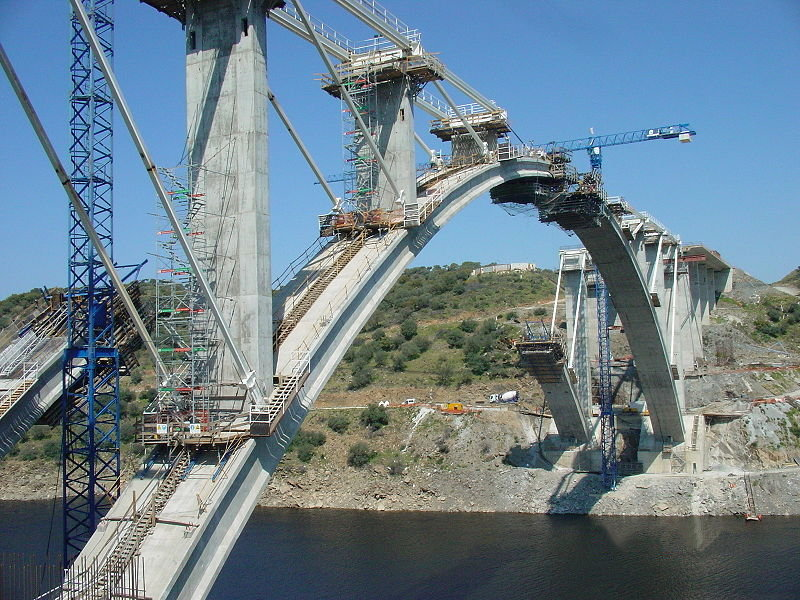
El formigó és un material que, com d'altres materials ceràmics resisteix bé en compressió, però no tant en tracció.

L'esforç de compressió és el resultat de les tensions o pressions que hi ha dins d'un sòlid deformable o medi continu, caracteritzat perquè tendeix a una reducció de volum o un escurçament en determinada direcció.

## Introducció
En general, quan se sotmet un material a un conjunt de forces es produeix tant flexió, com cisallament o torsió, tots aquests esforços comporten l'aparició de tensions tant de tracció com de compressió. Encara que en enginyeria es distingeix entre l'esforç de compressió (axial) i les tensions de compressió.
En un prisma mecànic l'esforç de compressió és simplement la força resultant que actua sobre una determinada secció transversal a l'eix baricèntric d'aquest prisma, el que té l'efecte d'escurçar la peça en la direcció d'eix baricèntric. Les peces prismàtiques sotmeses a un esforç de compressió considerable són susceptibles d'experimentar vinclament flexional, per la qual cosa el seu correcte dimensionament requereix examinar l'esmentat tipus de no linealitat geomètrica.

## Assaig de compressió
Els assajos practicats per mesurar l'esforç de compressió són contraris als aplicats al de tracció, pel que fa al sentit de la força aplicada. Té diverses limitacions:
- Dificultat d'aplicar una càrrega concèntrica o axial, sense que aparegui vinclament.
- Una proveta de secció circular és preferible a altres formes.

L'assaig es realitza en materials:
- Durs.
- Semidurs.
- Tous.

## Esforços de compressió en peces allargades
En una peça prismàtica no-esvelta, i que no sigui susceptible de patir vinclament sotmesa a compressió uniaxial uniforme, la tensió l'escurçament unitari i els desplaçaments estan relacionats amb l'esforç total de compressió mitjançant les següents expressions:

{\displaystyle \sigma ={\frac {N_{c}}{A}}=E\varepsilon =E{\frac {du(x)}{dx}}}

On:
{\displaystyle \Sigma \,} és la tensió de compressió
{\displaystyle \varepsilon \,} l'escurçament unitari o deformació unitària.
{\displaystyle U(x)\,} el camp de desplaçaments al llarg de l'eix baricèntric del prisma.
{\displaystyle E\,} el mòdul d'elasticitat longitudinal.
Per a un material confinat en un volum la compressió uniforme està relacionada amb la compressibilitat i el canvi de volum:

{\displaystyle \beta _{X}=-{\frac {1}{V}}\left({\frac {\partial V}{\partial p}}\right)_{x},\qquad p={\frac {\varepsilon _{V}}{\beta _{X}}}}

On:
{\displaystyle X\in \{T,S\}} segons la compressió es doni en condicions isotermes o adiabàtiques.
{\displaystyle \mathrm {B} _{X}\,} compressibilitat.
{\displaystyle \varepsilon _{V}} traça del tensor deformació o deformació volumètrica.

## Materials ceràmics
Els materials ceràmics, tenen la propietat de tenir una temperatura de fusió i resistència molt elevada. Així mateix, el seu mòdul de Young (pendent fins al límit elàstic que es forma en un assaig de tracció) també és molt elevat (el que anomenem fragilitat).
Totes aquestes propietats, fan que els materials ceràmics siguin impossibles de fondre i de mecanitzar per mitjans tradicionals (fresat, tornejat, brotxatge ...). Per aquesta raó, en les ceràmiques realitzem un tractament de sinterització. Aquest procés, per la naturalesa en la qual es crea, produeix porus que poden ser visibles a simple vista. Un assaig a tracció, pels porus i un elevat mòdul de Young (fragilitat elevada) i en tenir un enllaç iònic covalent, és impossible de realitzar.
Quan es realitza un assaig a compressió, la tensió mecànica que pot aguantar el material pot arribar a ser superior en un material ceràmic que en l'acer. La raó ve donada per la compressió dels porus/forats que s'han creat en el material durant la seva fabricació. En comprimir els porus i desaparèixer el material és més homogeni. Per això la força compressora per unitat de secció que pot resistir és molt més gran que quan existien els porus.

## Nota
1. ↑  Molera i Solà, Pere; Montserrat Cruells Cadevall; Núria Llorca i Isern; Juan Viñals Olià. Ciència dels materials (2a edició).  Universitat de Barcelona, 2011, p.337-339, 354-359, 409.
2. ↑  «Propietats dels materials ceràmics». Arxivat de l'original el 2016-09-18. [Consulta: 18 setembre 2016].